# Цветочная Балка
Цветочная Балка — опустевший посёлок в Болховском районе Орловской области. Входит в Гнездиловское сельское поселение. Население 0 человек (2010).

## География
Посёлок находится в северной части Орловской области, в лесостепной зоне, в пределах центральной части Среднерусской возвышенности. Уличная сеть не развита.
Географическое положение
Расстояние до
районного центра города Болхов: 7 км.
областного центра города Орёл: 80 км.
Ближайшие населенные пункты
Калинина 1 км, Скупшинина 1 км, Зубари 1 км, Крещенский 2 км, Чертовая 3 км, Хожайнова 3 км, Михнева 3 км, Красная Лохань 3 км, Щербовский 3 км, Есина 4 км, Китаева 4 км, Павлова 4 км, Пально 4 км, Кривчее 4 км, Ямские Выселки 4 км, Щербово 4 км, Морозово 4 км, Ряплово 4 км, Дмитровское 4 км, Хохолева 4 км, Верхняя Монастырская 5 км
Часовой пояс
посёлок Цветочная Балка, как и вся Орловская область, находится в часовой зоне МСК (московское время). Смещение применяемого времени относительно UTC составляет +3:00.
Климат
близок к умеренно-холодному, количество осадков является значительным, с осадками в засушливый месяц. Среднегодовая норма осадков — 627 мм. Среднегодовая температура воздуха в Болховском районе — 5,1 ° C.

## Население
| 2010 |
| ---- |
| 0    |

Национальный состав
Согласно результатам переписи 2002 года, в национальной структуре населения русские составляли 100 % от общей численности населения в 4 жителя

## Инфраструктура
Было развито сельское хозяйство.

## Транспорт
Просёлочные дороги.